# 엘라 아이딘
엘라 아이딘(독일어: Ela Aydin, 1999년 1월 19일 ~ )은 독일의 태권도 선수이다. 가장 큰 업적은 2022년 파리 그랑프리 동메달과 유럽 선수권 대회 동메달 2개이다.

## 경력
엘라 아이딘은 5세에 태권도를 시작했고 6세에 첫 대회에 출전했다. 14세에 독일 대표팀에 선발뢰어 2013년 부쿠레슈티에서 열린 첫 U15 유럽 선수권 대회에 출전했다.
2019년 우한 세계군인체육대회에서 동메달을 따냈다. 2021년 초, 엘라 아이딘은 소피아에서 열린 유럽 선수권 대회에서 3위를 차지했다.
2022년, 엘라 아이딘은 맨체스터에서 열린 유럽 선수권 대회에서 다시 3위를 달성했다. 같은 해 9월 파리 그랑프리에서 동메달을 따냈다.
아이딘은 2023년 바쿠에서 열리는 월드마이스터스대회에 참가한다. 하지만 사우디 아라비아의 두냐 아부탈렙과 1/16 피날레를 치른 후 그곳에서 자신의 목표를 달성할 것이다.